# FC Partyzan Minsk
FC Partyzan Minsk é uma equipe bielorrussa de futebol com sede em Minsk. Disputa a primeira divisão da Bielorrússia (Vysshaya Liga).
Seus jogos são mandados no SOK Alimpiysky, que possui capacidade para 1.500 espectadores.

## História
O FC Partyzan Minsk foi fundado em 2002.